# Каспийский трубопроводный консорциум
Каспи́йский Трубопрово́дный Консо́рциум (КТК) — международная нефтетранспортная компания с участием компаний России, Казахстана, а также иностранных добывающих компаний, созданная для строительства и эксплуатации Каспийского магистрального нефтепровода протяжённостью более 1,5 тыс. км.
В нефтепровод поступает нефть в основном с месторождений Западного Казахстана, а также сырьё российских производителей. Нефть транспортируется до морского терминала компании в посёлке Южная Озереевка (западнее Новороссийска), где загружается на танкеры для отправки на мировые рынки.

## История
17 июля 1992 года состоялось подписание первого рамочного Соглашения о создании КТК между Республикой Казахстан и Султанатом Оман. Через месяц к участникам присоединилась Российская Федерация.
24 марта 1994 года вышло Постановления Правительства РФ «О строительстве экспортной трубопроводной системы КТК Тенгиз-Астрахань-Новороссийск».
6 декабря 1996 года было принято решение о реструктуризации Консорциума: 50 % акций КТК передано крупнейшим международным нефтяным компаниям под обязательство полного финансирования строительства и ввода в эксплуатацию первой очереди нефтепроводной системы. В проект вошли 8 частных акционеров, представляющих интересы крупнейших мировых добывающих компаний семи различных государств: Chevron (США) — 15 %, «ЛукАрко» (Россия) — 12,5 %, «Роснефть — Шелл» (Россия — Нидерланды) — 7,5 %, Mobil (США) — 7,5 %, Agip (Италия) — 2 %, British Gas (Великобритания) — 2 %, «Казахстан Пайплайн» (Казахстан — США) — 1,75 %, Orics (США) — 1,75 %. Доля акций, оставшаяся под государственным контролем, распределилась следующим образом: Россия — 24 %, Казахстан — 19 %, Оман — 7 %.
12 мая 1999 года началось строительство нефтепроводной системы у посёлка Южная Озереевка.
13 октября 2001 года прошла пробная загрузка первого танкера на Морском терминале под Новороссийском. Объёмы нефти, сдаваемой в трубопровод КТК, ежегодно увеличивались и уже к середине 2004 года КТК вышел на показатель полной пропускной способности первого этапа развития — 28,2 миллиона тонн.
С 2005 года КТК, используя антифрикционные присадки, постепенно увеличивал объёмы транспортировки, которые в 2010 году достигли значения в 35 миллионов тонн в год.
В декабре 2009 года был акционерами утверждён Проект расширения пропускной способности магистрального трубопровода КТК до 67 млн тонн нефти в год, включающего комплекс организационно-технических, финансовых и коммерческих вопросов.
Проект расширения КТК заключался в увеличении механической пропускной способности магистрального нефтепровода КТК до 67 млн тонн нефти в год. Реализация Проекта расширения вывела компанию на новый экономический уровень.
Осуществление проекта расширения КТК началось 1 июля 2011 года. Расширение проводилось в три этапа и предполагало строительство 10 дополнительных нефтеперекачивающих станций (двух — на территории Республики Казахстан, восьми — в Российской Федерации), шести резервуаров для хранения нефти под Новороссийском и третьего выносного причального устройства на Морском терминале КТК, а также замену 88 километров трубопровода на территории Казахстана.
В рамках Проекта расширения построено и запущено 6 новых нефтеперекачивающих станций (5 — на территории РФ, 1 — на территории Казахстана), 6 новых резервуаров для хранения нефти РВС-100000 и закончено строительство третьего выносного причального устройства.
Стоимость расширения, согласно принятому бюджету Проекта, составила 5,4 млрд долларов. Основным источником финансирования расширения стали собственные средства КТК.
Строительство новых объектов в регионах прохождения трубопровода КТК и рост прокачки позволило значительно увеличить налогооблагаемую базу. Созданы более 3000 временных и 350 постоянных рабочих мест. Вырос объём помощи, выделяемой КТК на финансирование социальных проектов и программ в регионах прохождения трубопровода, поддержки здравоохранения, образования, а также иных сфер.
Общее управление Проектом расширения осуществлялось самим Консорциумом, однако контроль выполнения конкретных работ был распределён между дочерними структурами компаний «Транснефть», «КазМунайГаз» и Chevron.
В апреле 2014 года завершилось выполнение первой фазы проекта расширения КТК на территории России, в эксплуатацию было запущено модернизированное оборудование нефтеперекачивающих станций «Астраханская», «Комсомольская» и «Кропоткинская».
18 апреля 2018 года в Калмыкии состоялась церемония запуска НПС-2 — последней нефтеперекачивающей станции в рамках проекта. Таким образом, проект по расширению пропускной способности с 28,2 млн до 67 млн тонн в год был завершён.
21 мая 2019 года на ежегодном собрании акционеров КТК принята программа устранения узких мест (ПУУМ), предусматривающая расширение пропускной способности нефтепровода Тенгиз-Новороссийск по меньшей мере до 72,5 млн. т в год.
В 2019 году КТК установил очередной рекорд годовой отгрузки нефти: 63 256 105 тонн.
С 2011 года компания показывает стабильный рост по выручке. В 2019 году выручка поднялась на 8,1 млрд рублей и составила 118 млрд рублей. Чистая прибыль — 61 млрд рублей, она выросла на 25 млрд рублей по-сравнению с 2018 годом. В 2019 году по данным «Коммерсанта» компания стала крупнейшим налогоплательщиком на Кубани, она заплатила налогов в краевой бюджет на сумму 8 млн 342 тысячи рублей. Организация занимает 5 место по выручке в Краснодарском крае.
С 2001 года по 31 марта 2020 года включительно через нефтепроводную систему Тенгиз — Новороссийск на мировые рынки было поставлено 662 784 671 тонна нефти нетто. Из них 578 175 091 тонн — это нефть из Казахстана и 84 609 580 тонны нефти, добытой в России. Общее количество обработанных танкеров за этот период составило 6 235 судна.
В марте 2020 года КТК установил очередной рекорд месячной отгрузки нефти. Из отгруженных в марте 2020 года 6 450 676 тонн нефти 2 831 492 тонн — это нефть месторождения Тенгиз, 973 899 тонны — нефть месторождения Карачаганак, 1 846 332 тонн — нефть Кашаганского месторождения, а также 136 532 тонны нефти от других казахстанских производителей.
21 июля 2020 года АО «КТК-Р» возглавило рейтинг грузовых терминалов России по итогам января-июня 2020 года. Грузооборот морских портов РФ по итогам января-июня 2020 года составил 410,4 млн тонн (-0,1 % год к году), согласно данным Ассоциации морских торговых портов РФ. АО «КТК-Р» (порт Новороссийск) заняло первое место среди стивидорных компаний России с оборотом 31,2 млн тонн (+2,3 % год к году). На втором месте находится ПАО «НМТП» (порт Новороссийск) — 29,79 млн тонн (-20,3 %), на третьем — ООО «Приморский торговый порт» (порт Приморск) — 29,51 млн тонн (-1,1 %).

## Инциденты
7 августа 2021 года при погрузке судна Minerva Symphony (порт приписки Пирей, флаг Греции) через выносное причальное устройство с терминала КТК под Новороссийском произошел залповый выброс сырой нефти в акваторию Чёрного моря. По сведениям КТК, площадь загрязнения составила 200 м², а объём топлива, попавшего в море, оценили в 12 кубометров. 10 августа Институт космических исследований Российской академии наук сообщил, что на снимках со спутника зафиксировано нефтяное пятно в море рядом с Новороссийском площадью около 85 км², и разлив в 400 тыс. раз больше ранее заявленного. Следственным комитетом РФ было возбуждено уголовное дело по ч. 1 ст. 252 УК РФ (загрязнение морской среды).
22 марта 2022 года КТК заявил о повреждении оборудования выносных причальных устройств на Морском терминале (МТ) под Новороссийском в результате шторма. На срок до двух месяцев была приостановлена транспортировка в том числе казахстанской нефти. Аналитик базирующейся в Вашингтоне исследовательской группы ClearView Energy Partners Кевин Бук отметили, что ни один из западных участников консорциума, в который входят крупные нефтяные компании Chevron и Exxon, владеющие, соответственно, 15 и 7 процентами его акций, не получил возможности провести свои собственные инспекции происшествия. Сомнения относительно утверждений об ущербе, причинённым штормом, дали основания связывать принятые меры с вторжением России на Украину и последующими санкциями. Вскоре для верификации повреждений объекты КТК, включая и морской терминал, посетили представители властей Казахстана — министр энергетики Болат Акчулаков, а также акционеров консорциума — Данияр Берлибаев, приезжавший в Новороссийск дважды. По состоянию на 19 апреля министр финансов Казахстана Ерулан Жамаубаев, оценил сумму ущерба примерно в 218—327 миллионов долларов. По сообщению КТК, на 28 апреля все технические неполадки были устранены, годовой график отгрузки нефти сорта «Смесь КТК» не нарушен. 6 мая Южное управление Ространснадзора провело выездную проверку КТК, по итогам которой выявило «документарные нарушения по плану ликвидации аварийных разливов нефти» и обратилось в Приморский районный суд Новороссийска о приостановлении деятельности КТК. 23 июня КТК подтвердил готовность оплатить подтвержденный апелляционным судом штраф в 5,3 миллиарда рублей за разлив нефти в Чёрном море летом 2021 года.
5 июля 2022 года суд удовлетворил требование Ространснадзора в части приостановления деятельности КТК на 30 суток. После этого 7 июля президент Казахстана Касым-Жомарт Токаев заявил о необходимости диверсификации маршрутов поставок нефти из Казахстана. 11 июля 2022 года суд апелляционной инстанции изменил постановление районного суда, назначив КТК наказание в виде административного штрафа в размере 200 000 рублей. В августе 2022 года КТК остановил отгрузку с двух выносных причальных устройств из имеющихся трех после того как на ВПУ-1 и ВПУ-2 были обнаружены трещины в узлах крепления подводных рукавов к танкам плавучести. 12 ноября 2022 года в полном объёме были завершены работы по замене танка плавучести на выносном причальном устройстве ВПУ-1. КТК может увеличить транспортировку нефти по своей системе выше её текущей мощности уже в начале 2023 года.
17 февраля 2025 года крупнейшая на КТК НПС «Кропоткинская» подверглась атаке беспилотников, управляемых вооруженными силами Украины. Следственный комитет России возбудил уголовное дело по факту атаки на гражданский объект.

## Акционеры
Акционеры консорциума:
- «Транснефть» — 24 %;
- «КазМунайГаз» — 19 %,
- Chevron Caspian Pipeline Consortium Company — 15 %;
- LUKARCO B.V. — 12,5 %;
- Mobil Caspian Pipeline Company — 7,5 %;
- Rosneft-Shell Caspian Ventures Limited — 7,5 %;
- КТК Компани (представлен ПАО «Транснефть») — 7 %;
- BG Overseas Holding Limited — 2 %;
- Eni International N.A. N.V. — 2 %;
- Kazakhstan Pipeline Ventures LLC — 1,75 %;
- Oryx Caspian Pipeline LLC — 1,75 %.